# Марко Ніколетті
Марко Ніколетті (італ. Marco Nicoletti, нар. 11 лютого 1959, Верона) — італійський футболіст, що грав на позиції нападника. По завершенні ігрової кар'єри — тренер.
Виступав, зокрема, за клуби «Комо» та «Кремонезе», а також молодіжну збірну Італії.

## Клубна кар'єра
У дорослому футболі дебютував 1977 року виступами за команду «Комо», в якій провів шість сезонів, взявши участь у 151 матчі чемпіонату. Більшість часу, проведеного у складі «Комо», був основним гравцем атакувальної ланки команди. 1979 року допоміг команді виграти Серію C і підвищитися у класі до другого італійського дивізіону, а вже наступного року «Комо» виграв і Серію B, здобувши путівку до елітної Серії A. При цьому сам Ніколетті з 13 голами у 36 іграх став найкращим бомбрадиром того сезону другої ліги. Відіграв за «Комо» два сезони у Серії A, після чого ще один сезон у Серії B.
1983 року перейшов до «Кремонезе», який саме здобув право виступів у найвищому дивізіоні і посилював свій склад. Утім зусиль Ніколетті і його партнерів по команді виявилося недостатньо аби зберегти для команди прописку у Серії A і протягом 1984—1988 років напидник захищав кольори «Кремонезе» вже у другому дивізіоні.
Згодом з 1988 по 1990 рік грав у складі команд «Віченца» та «Вогерезе», частину 1990 року провів у Канаді, де виступав за «Норт-Йорк Рокетс».
Завершив ігрову кар'єру на батьківщині у нижчоліговій «Брессані», за яку виступав протягом 1991—1996 років.

## Виступи за збірну
Протягом 1980–1981 років залучався до складу молодіжної збірної Італії. На молодіжному рівні зіграв у 3 офіційних матчах і був учасником молодіжного Євро-1980.

## Кар'єра тренера
Протягом 2008–2009 років тренував нижчолігову команду «Брера Кальчьо», згодом з 2010 по 2012 рік опікувався однією з юнацьких команд «Кремонезе», після чого тренував «Грумулус».